# Carex alliiformis
Carex alliiformis är en halvgräsart som beskrevs av Charles Baron Clarke. Carex alliiformis ingår i släktet starrar, och familjen halvgräs. Inga underarter finns listade i Catalogue of Life.